# 稚児
稚児（ちご）は元々は乳児、幼い子供を意味し、寺院や公家・武家に仕える少年を意味するようになり、寺院の稚児は僧の男色の相手をする場合があったことから、男色の相手をする少年の意味が派生したと考えられる。概ね、以下の意味がある。
- 乳児、赤子のこと[2]。稚児の語源は「乳子（ちご）」で、乳児から、やや成長した子ども・童児まで稚児と呼ばれた[2]。
- 寺院に仕える少年[2]。公家・武家で側仕えとして置かれた少年（寺院の稚児を真似たと言われる）[2]。寺院で僧の男色の対象となる場合があり、児とも呼ばれた[2]。近世には寺小姓とも。
  - 転じて、一般に男色の対象とされる少年の意[2]。
- 社寺の祭礼・法会などの際に天童に扮し、神饌の献納や舞踊の奉納をしたり、行列に加わって練り歩いたりする童児[2]。

童子は、「人間の世界からみた野性、不可視の異界にかかわる境界性を持ち、異界から来訪していまだ（この世の）成員として認知されていない外来性を帯び、この世と異界とをつなぐ媒介性を備えた存在」であり、境界的、媒介・通路的な存在であった。

## 寺院における稚児

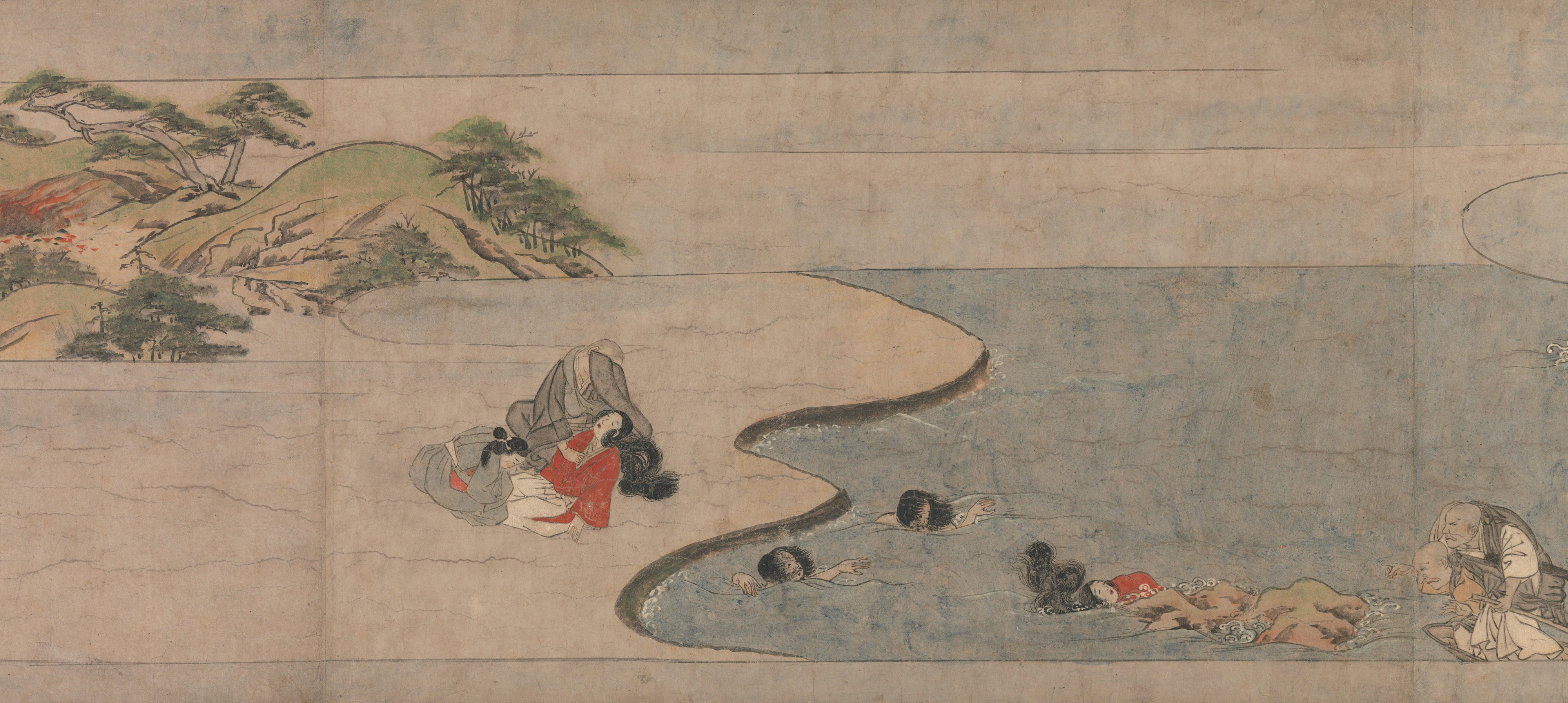
稚児物語（児物語）の『秋夜長物語』、主人公の稚児梅若の入水自殺。1377年より前に成立

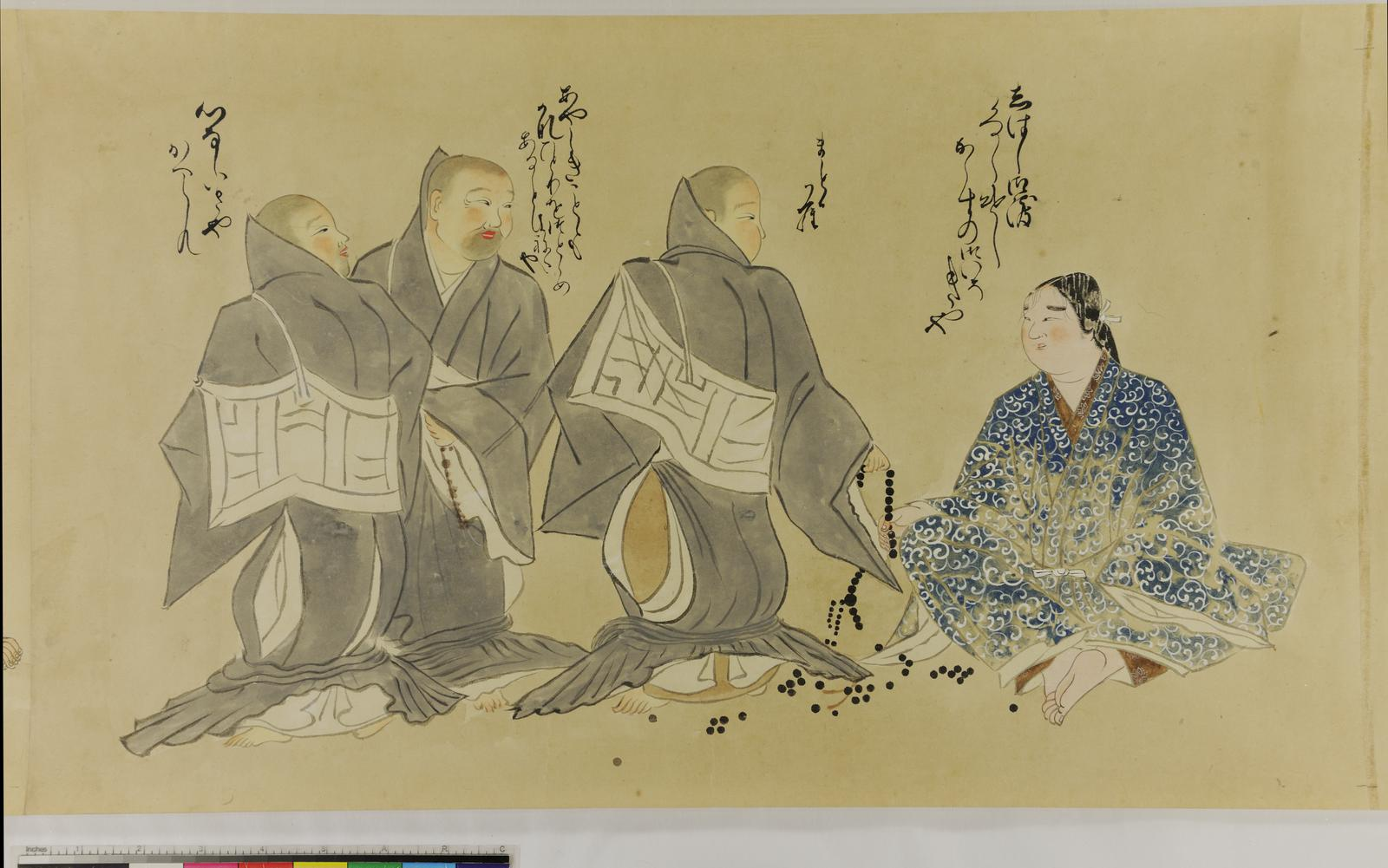
『稚児草紙』、僧侶と稚児の春画絵巻。真言宗京都醍醐寺蔵。

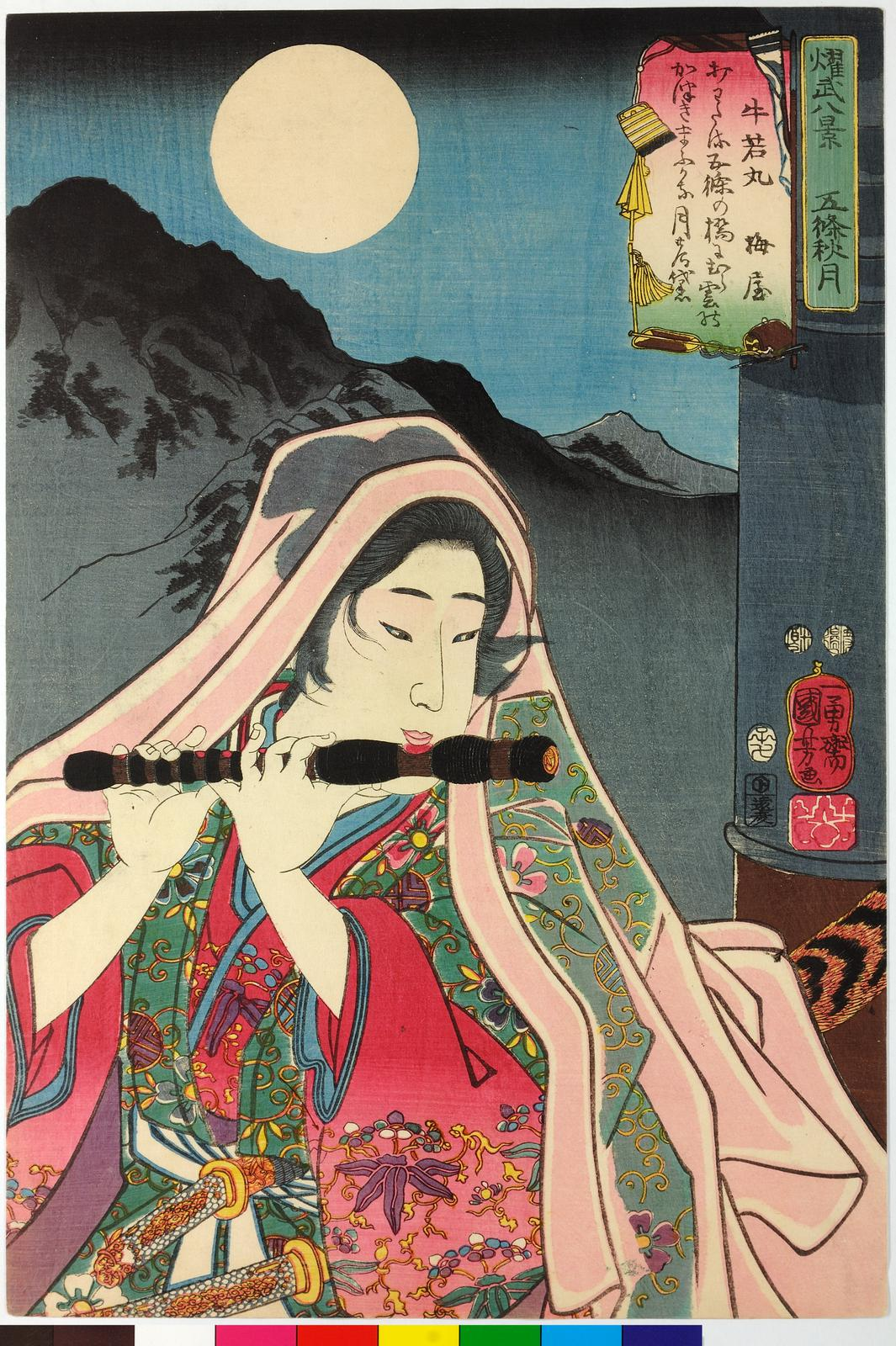
牛若丸。歌川国芳、1852年

### 概要
平安時代頃から、真言宗、天台宗等の大規模寺院において、剃髪しない少年修行僧（12 - 18歳くらい）が現れはじめ、稚児と呼ばれるようになった。童子は神霊がよりつきやすく、依り代として重宝され神事に奉仕し、祭礼などで美しく装って行列を組んだり、舞を舞うなどした。稚児は大法会の際に舞楽、散楽、延年を上演する場合が多く、他の寺の僧侶からも注目を集めた。稚児は「神とつながり、祭祀と政治をつなぎ、呪宝の相伝にかかわり、その一切が寵童としての身体に集中する」といった存在であった。
稚児とは、学問や躾のために寺院に預けられた少年であり、僧が学問を教え、芸事や日々の生活を躾けていた。王朝女房風に化粧する稚児の期間は、17 - 19歳までの4、5年であった。皇族や上位貴族の子弟が行儀見習いなどで寺に預けられる者、中流貴族出身で預けられる者、庶民階級の者が美貌などの一芸により雇われるものの三種類があり、皇族や上位貴族の子弟以外の稚児が性の対象となっていた。東京大学の松岡心平は、高貴の僧に師弟の契約をして仕え、性も提供する、選ばれた女装の美少年たちが、稚児、上級の童子である「上童」だと述べている。猿楽者の世阿弥や田楽者の福若丸のような卑賤の芸能者の子弟が稚児になることもあり、室町将軍といった貴顕にも稚児としての資格で近侍していた。僧の身の回りの世話をし、性の相手もする稚児は、天台宗や真言宗では「児」といい、禅宗や律宗では喝食と呼ばれたが、内実は同じである。平安中期以降の説話集や和歌集には、少年である稚児と僧侶の恋愛に関わるものが数多く収められている。
稚児文化（稚児物語）は、天台宗の寺院に源がある。仏教では初期仏教以来、修行の妨げになることを避けるために、性交を禁じる不淫戒があり、特に僧が女性と性交することは「女犯」として戒律で禁じられていた。また仏教で女性は穢れた不浄な生き物と考えられていた。日本で僧と寺院は国家統治の理念として重要な存在で、国家により特権を与えられ保護されていたため、僧は教団だけでなく国家から法的に性を制約され、処罰されるという面もあった。例えば『公事方御定書』では、女犯の罪を犯した僧は島流し、修行僧は日本橋で晒し者にした後僧籍を剝奪し裸で追放、既婚の女性と性交した僧は、斬首後に首を刑場で晒し遺体は刀の試し切りに使うとされていた。こうしたことから、僧は女性との性交を避けるために、身の回りの世話をしていた少年、稚児を性愛の対象としてきたといわれる。
真言宗、天台宗等の大規模寺院は修行の場であるため山間部にあり、また、女人禁制であるため、稚児はいわば「男性社会における女性的な存在」となり、しばしば男色の対象とされた（ただし上稚児は対象外）。平安時代の終わりごろには、日本の仏教寺院では半ば公然の存在であったが、これは東アジアの仏教文化圏において特異であると言える。朝鮮半島における新羅時代の花郎は稚児に近いが、古代に廃されており、中近世には見られない。中世以降の禅林（禅宗寺院）や華厳宗などにおいても、稚児・喝食は主に男色、衆道の対象であった。なお、当時の寺院社会には僧侶同士の恋愛はみられず、小山聡子は、稚児は単なる女性の代わりではなかったのだろうと述べている。天台宗では、秘儀「児灌頂」（稚児灌頂）を受けた少年が稚児とされ、神聖なる菩提山王（日吉社〔山王七社〕の童形の神十禅師）の化現、観音菩薩と同体である神聖な存在となり、僧侶に性愛を通じて救いを与えると考えられていた。中世において、稚児 = 観音という観念は強固なものであり、また天皇の即位灌頂を模した児灌頂を受けた稚児は天皇の分身であるとも言え、僧にとって「犯すべき」稚児は衆生を救う絶対的聖であり、僧は稚児を崇拝しつつ従属させ、凌辱した。
稚児物語で最もよく知られる『秋夜長物語』は、煩悩深き僧侶が主人公で、稚児と恋愛関係になるが、稚児は非業の死を遂げ、僧侶はその死を機縁に真の仏道に目覚める、稚児は僧侶を悟りの道に導くため石山観音が化身したものであったというストーリーであり、稚児物語の多くは、稚児が何々の化身で、稚児の犠牲死によって僧侶が真の悟りを得るという構造を持っている。
禅宗大徳寺の一休宗純も美少年を愛で遊んでおり、浄土宗門主の知恩院宮尊昭法親王も山科桃丸という稚児を持ち、『徒然草』の吉田兼好も命松丸という稚児を寵愛する等、稚児を持ち昼夜身辺を世話させることは、宗派・僧の身分に関係なく行われていた。華厳宗東大寺の宗性のように、およそ100人の稚児と関係を持った僧侶もいたという。江の島の稚児ヶ淵は、鎌倉相承院の稚児白菊が鎌倉建長寺の僧自休に度重なる強引な求愛を受け、それを苦に入水自殺したことに由来する。平松隆円によると、史料からは僧の性の対象である稚児として、生きるために僧の心を繋ぎ止めようとする打算と悲痛を見ることができるが、稚児が菩薩として性愛で僧を救うことを喜ぶような言葉はみられない。
仏教では悪行悪果、善行善果の因果応報の教えがあり、容貌の美しさは前世での善行の善果であるとみなされ、美は尊敬すべきことと考えられていた。中世の僧は醜貌の職業であったとも言われ、平松隆円は、小頭、斜視、奇形、短躯などの身体的特徴を持つ人が家族や地域共同体により寺に預けられ、寺には醜貌のものが集まっていたと推定し、その中で前世の善行で美貌に生まれた稚児は羨望の存在であり、こうした稚児との性交には救済の道という意味があったのではないかと述べている。美少年を大金を対価に稚児にしようと口説いた僧や、金品を強奪するだけでなく美少年を誘拐する熊野の僧兵の存在の記録も残されており、また謡曲『花月』には英彦山で天狗の神隠しにあい京都清水寺の稚児となった少年のエピソードがあるが、この天狗とは、少年を誘拐した人買いか山伏の比喩だと言われる。僧は美しい稚児を傍に置きたいと願い、少年の買い取りも行っており、人買いがその供給を担っていた。また飢饉の際には、口減らしのための子捨て・子売り、子どもを誘拐して売るといったことが日常的に行われており、子別れは珍しい事ではなかった。
稚児の美化の方向は、「王朝の女性あるいは王朝憧憬の中にある女性像への近接」であり、稚児は垂髪または稚児髷にし、眉墨を引き、口紅や白粉をぬり、お歯黒にするという平安貴族女性と同様の王朝女房風の化粧をし、極彩色の水干を着た。又、女装する場合もあり、その場合、少女と見分けがつきにくかった。松岡心平は、『秋夜長物語』で描かれる稚児について、「日本中世のデカダンスの美である『しほれ』の風情」を漂わせており、このような稚児の幽玄は、「稚児自体のもつ宗教的幽邃の中から浮かびあがった、”花”のごとく際立つ優美」であると述べ、こうした稚児の在り方は、内裏の奥で「幽玄にてやさやさと」とあるという当時の天皇の在り方と通底すると指摘しており、天皇と稚児は「聖なる無力」という点で通じていると述べている
稚児は「容顔才知ともにすぐれ遊戯をたしなみ管弦音曲をよくする者」が最上とされた。稚児は美しいだけでなく、知性があり、僧の身辺の世話が十分できる必要があり、今東光は、僧には師弟契約を結んだ稚児を育てる責任があり、古来より寺には稚児の教育の厳しい掟があり、振る舞いや心遣いを教育したと述べている。こうした稚児の育て方、守るべき掟は、守覚法親王の『右記』（1202年）などで詳細を知ることができる。稚児は「幽艶を専らにする身」（『右記』）として、日課・身繕い・礼儀作法などを厳しく仕込まれ、こうして美しく磨かれた稚児は、「風になびく柳、露を含んだ桜花」に喩えられ、その「しほれたる風情」は媚態と捉えられ、人々を惑わせた。僧侶による稚児の姿態・動作への強い規制は、稚児を純粋美化し、ゼロ記号化するという強い欲求の表れとみなされている。課せられる厳しく細かい掟を稚児が守ることができなくても、それは稚児ではなく僧の責任とされた。一方稚児は、父子関係や君臣関係のように主人である僧に奉仕し、心身共に従属することが求められた。延年舞は、僧が手塩にかけて育てた自分の稚児を自慢する機会になっており、稚児の品評会の面があったとも推定され、稚児の評価は主人である僧の評価につながったと思われる。
稚児は文芸の分野でも活躍し、僧と稚児の恋愛贈答歌群が多くを占める『続門葉和歌集』(1305年）が編まれ、連歌の席ではプロの老連歌師を虜にするような優れた歌を詠むこともあった。また、立花（華道）は初期には稚児・喝食の教養の一つであり、彼らが担う面があった。
稚児は成人に達すると還俗する場合が多いが、出家して住職となった者もいたようである。しかし、稚児が皆望むような道に進めたわけではなく、稚児のうち「大童子」は出家することはできず、老年になっても童姿で務めを果たしており、僧になれず童姿で生涯寺院で過ごすものも少なくなかった。興福寺の尋尊が寵愛した稚児の愛満丸のように、寺院に僧籍のない正式ではない僧になる者もいた。
稚児を「受難としてのエロス的身体」という悲惨な客体とみなし、それを美学とする稚児文化は、足利義満の時代がピークであった。義満は還俗させた美童の足利義嗣を寵愛し、また法的にも儀礼的にも自身を上皇に擬しており、応永15年（1408年）には後小松天皇の御幸を迎えて稚児尽くしの豪華絢爛な宴を催している。義満の時代が終わると『秋夜長物語』的な凄惨な稚児の美学も終わりを迎えたが、稚児という表象は変質しつつも、能などの様々な文化領域で生き続けた。猿楽が足利将軍の後援を受けるようになった契機は、1374年の今熊野猿楽だが、この際に12歳の美少年世阿弥（東大寺尊勝院の院主経弁の稚児であった可能性が高い）が稚児姿（女装）で「児（稚児）」役を演じたと考えられ、観世座はここから何百年に渡り権力のバックアップを受けるようになった。後年の50代の世阿弥は、自らの稚児時代を客観視して再評価し、「稚児の身体」を美の基本要素が集約される理念的な身体モデルとして積極的に捉え直している。
公家や武家でも側近に稚児を置いたが、寺院の稚児をまねたものといわれる。武家の稚児は小姓となり、武家の男色につながった。

### 天台宗の児灌頂
天台宗では、少年を稚児という特別な存在に変える秘儀「児灌頂」（稚児灌頂）という儀式が行われたが、これは天皇即位の際に行われた天台即位法（即位灌頂）という秘儀に由来する、特別な存在になるための仏教儀式で、稚児を菩提山王（十禅師）の化身とする儀式である。内容的には、阿闍梨が手ずから稚児に鉄漿（おはぐろ）を施し化粧を行うこと以外、ほぼ一般的な灌頂作法となっている。児灌頂を受けた稚児は、十禅師が衆生救済のために稚児の姿を取って現れたものであり、慈悲をもって一切衆生を救う観音菩薩と同体とされ、衆生に慈悲を与える存在とされた。児灌頂を受けた少年は「○○王」または「○○丸」と命名された。稚児は僧侶に性愛を通じて救いを与える存在であり、稚児との性的な行為は悟りに至るための宗教的な行為だと考えられていた。僧は生身の稚児そのものを犯すのではなく、稚児の性を通して観音菩薩と契るとみなされており、僧は児灌頂を受けた稚児との性交で性欲を含め煩悩を消し去ることができ、稚児との性交は救いであるとされた。平松隆円は、菩薩の化身である稚児との性交は尊いという考えには、神に仕える者（巫女や采女）との性交は神との交流を可能にするという日本の土着的思想の影響があると指摘している。
稚児は菩薩の化身としての宗教的な通路であり聖なる存在とみなされたが、同時に、「少年の肉体の陵辱というこの世の性的快楽（稚児愛・男色＝性）と紙一重」であったと指摘されており、天台僧の性欲処理の合理化に過ぎないともみえる。児灌頂で稚児は、衆生の救済を義務づけられ、拒めば仏・菩薩から罰が下されるとされているが、稚児にとって衆生とは特に僧を指すため、救済の方法が性交であるなら、稚児は僧との性交を拒めば仏罰が下るということである。稚児は児灌頂だけで菩薩の位を得るのではなく、その後に僧と性交する必要があり、その事前準備、性交、後始末などの作法も伝えられている。『稚児草紙（稚児之草子）』では、稚児が僧に身を捧げる徳が賞賛されており、拒めば仏罰が下るのであるから、相手がどのような僧であっても身を捧げなければならないとされた。
天台宗の総本山である比叡山の叡山文庫には、『児灌頂私』（元奥書 宝徳2年〔1450年〕）というタイトルの写本が伝わっており、前半は「児灌頂」の儀式と私記を記した「児灌頂私」、後半は稚児の立ち居振る舞いの決まりや、僧と稚児の性愛の作法などを記した「弘児聖教秘伝私」が収録されている。（小説家で出家した今東光が「弘児聖教秘伝私」を下敷き小説『稚児』（1936年初出）を執筆、これにより文献の存在と内容が世間に知られるようになった。）「弘児聖教秘伝私」は比叡山の源信（恵心僧都源信、恵心）著とされるが、偽作と考えられている。なお、「弘児聖教秘伝私」は経典の形はとっていない。稚児の性による救済を説く児灌頂の思想は、仏教経典には特に根拠がなく、仏教教義による十分な裏付けはない。
仏教の出家者に課される戒律のうち最重罪である「波羅夷罪」では、同性を含め性交が禁じられているため、本来僧にとって男色も重罪である。本来は稚児である子供との性交も重罪であり、室町時代に成立したとされる『児灌頂式』（15-16世紀。成菩提院伝、彦根城博物館蔵）では、児灌頂を受けていない子供を犯すと三悪道に堕ちると説かれており、天台宗を中心とする寺院社会や貴族社会に非常に大きな影響を与えた『往生要集』（比叡山の源信著）では、子供に性的な関係を強要したり男同士で性関係を持ったものは地獄に堕ちる、と説かれていた。しかし、当時影響の大きかった書物の中で、『往生要集』以外に僧侶と稚児の性関係を咎めたものはなく、特にタブー視されておらず、正当化には児灌頂の思想も寄与したと考えられる。小山聡子は、稚児を観音菩薩とみなし神聖視する見方は平安時代からあり、僧侶と稚児の恋愛関係はこうした稚児の神聖視と関連するもので、女性を求めて悩む僧侶の夢に吉祥天が現れ契りを結び性的に救済する話（『日本霊異記』）等に見られる、諸尊による性の救済の思想の延長線上に成り立っていると推定している。親鸞の夢告では、女性と性交する時は如意輪観音がその女性になっているので破戒にはならず救済であると説かれるが、これは児灌頂の思想とよく似ている。密教の立川流では、大日如来と一体化する儀式として性交が行われており、平松隆円は、児灌頂の思想は親鸞や立川流の延長線上にあるとみなしている。

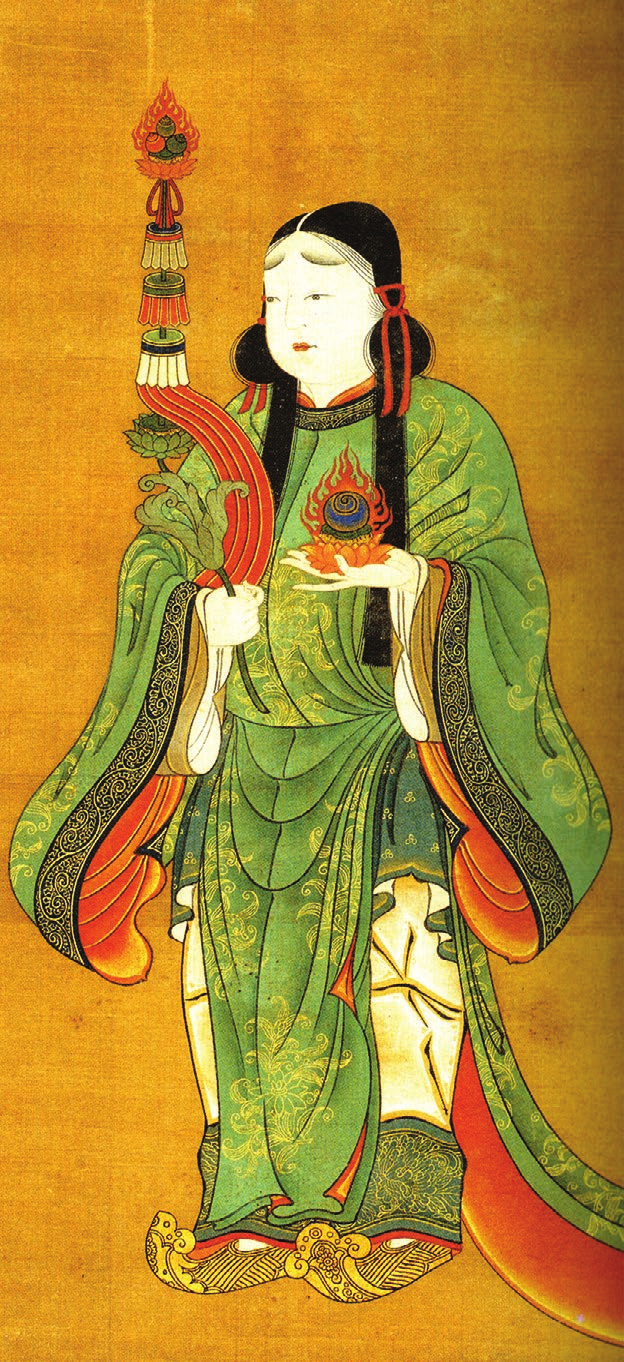
十禅師神、16世紀

日本の天台宗の開祖最澄が比叡山に初めて登った際に、最初に菩提山王（十禅師）が化現した霊童（天童）を見て、次に山王（大宮権現、山王権現）を見たという「一児二山王」が天台宗にとって非常に重要な意味を持つという説があり、これは中世の童子・稚児の神聖視がベースにある。天台宗では鎌倉末期になると、「一児二山王」（一稚児二山王、一稚子二山王）という言葉が盛んに用いられており、『厳神鈔』（奥書 1414年）では、この「一児」とは日吉社（現日吉大社）の神十禅師であるとされている。稚児は神聖なる十禅師の化現とされ「一児二山王」と呼ばれたが、これは平安中期以降に広まった本地垂迹思想の影響を受けて成立したもので、聖徳太子が観音菩薩の垂迹とされたように人間に転用され、稚児は十禅師の化身と考えられた。平松隆円は、稚児は元々寺院行事や僧の身辺に世話を行う雑務労働従事者であったが、僧が身近にいる美しい稚児と性交したいがために、神に仕える者との性交は神との交流を可能にするという思想や「子どもは神の子」という日本古来の幼いものを聖なる存在と見る土着的な思想、仏教の本地垂迹思想を基に児灌頂を形成し、稚児を俗なる存在から聖なる存在に高めることで、寺院組織内において僧の性の相手としての稚児の存在を正当化したと推定し、仏教思想に付会して僧の性欲を合理化したものであり、かつ僧の結婚を正当化した親鸞のように女犯で僧の地位を失わない方法として選ばれたと評している。
『廊御子記』（1603年）では、十禅師は稚児の姿に変じて、性欲に苦しむ天台宗の僧慈円の元に通い慰め、二人の性交から子（十禅師に仕える聖職者集団「廊御子」の祖）が生じたとされている。
宗教学者のオリ・ポラトによると、「一児二山王」は元々天台宗の灌頂の極秘の口伝であった。『児灌頂式』では、稚児は境ノ三諦、つまり具体的な物質的現実を表し、山王神は智三観、つまり認識論における絶対者であるとされ、稚児が第一であり、山王神がその次、両者は究極的には不二一元であると説明されている。そして「一児二山王」とは、なんらかの行為がこうした非二元性を実現することを示しているとされ、オリ・ポラトは、それが僧と稚児との男性同士の性交であることは明らかだと述べている。山王神の姿は僧形とされおり、そのミサキ神である十禅師の姿は若い僧形または童形とされた。天台宗の僧は山王神に倣い黒衣を纏うとされており、僧と稚児の性交において、僧は山王神であり十禅寺であるともいえ、稚児は僧侶（山王神・十禅師）との性交で神格化され、僧侶もまた稚児（十禅師）と性交で神格化されるのだという。山王神を最高神とする山王信仰を天台宗の教えにより解釈した山王神道（天台神道）の教義では、十禅師が最高の位置に置かれたが、オリ・ポラトは、これは神道思想と仏教理論を融合させる重要な教義上の考えであると同時に、「the concept of transgression as something that should be harnessed to attain power and protection（破戒〔宗教的な罪・逸脱〕とは力と守護に到達するために活用すべきものだという考え）」をもたらしたとしている。オリ・ポラトは、これは天台寺院において稚児との性行為を正当化するために、高位の神格である山王神がその従属神によって降格・失脚させられた特異な事例だと評し、十禅師の性愛の神としての側面の研究の必要性を主張している。
「一児二山王」の格言は山王神道に限られず、謡曲（能）『大江山』（比叡山を追われた鬼の酒呑童子が前シテの鬼退治物、14-15世紀）、『七十一番職人歌合』 (16世紀初頭)、『弁慶物語』 (室町時代、御伽草子)、男色（衆道）の教えを説いた『若道之勧進帳』(1482年)など中世文学に見られる。

#### 天皇の即位灌頂と児灌頂
叡山文庫真如蔵の『児灌頂私記』（近世初期の写本）は、中世の恵心流の天台僧によるものであり、彼らが児灌頂を天皇即位の際に行われていた天台即位法（天台宗の即位灌頂）の疑似儀礼もしくは同等の儀礼と認識していたことがわかる。松岡心平は、彼らが「無辺の慈悲をもつ観音そのものである稚児」と「慈悲をもって世を修めるべき天皇」とを同一視いていることを指摘している。天台即位法は、中世に寺家により天皇の即位儀礼に付け加えたもので、新帝が高御座に登壇した際に護持僧（あるいはその意を代行する摂政・関白）が天皇に印明や呪文を授けるという秘儀であり、阿部泰郎は、院政初期の後三条天皇即位の治暦4年（1069年）に始まった可能性を述べている。
児灌頂では、阿闍梨が稚児に「中間二句」授け、稚児が観音菩薩そのものであることを言い聞かせるのだが、この「中間二句」は、「慈童説話」で古代中国の周の穆王（ぼくおう）が寵愛した慈童に授けたとされる法華経普門品（観音経）の二句偈であると考えられている。「慈童説話」は中国を舞台とする物語で、穆王に寵愛された慈童が皇帝の枕をまたぐというタブーを犯して追放されるが、穆王はこれを憐れんで即位の際の秘密の呪文（法華経普門品の二句偈）を授け、慈童がこれを読誦し菊の葉に書きつけたところ、菊の葉の露が霊薬となり、これを飲んだ慈童は仙人となり少年のまま800年生き、慈童は魏の文帝にこの呪文を授け、以降代々皇帝は即位の際にこの呪文を受持するようになった、という物語である
「慈童説話」は「仏法王法の繁昌宝祚長久」の基である天台即位法の由来と効用を説明するために、中世日本の天台宗の世界で作られた天台即位法の縁起説話であり、鎌倉時代に恵心流の天台僧の関与で天皇の即位灌頂に加えられたと思われ、秘事口伝として伝えられた。松岡心平は、「弘児聖教秘伝私」が源信（恵心）仮託されているのは、恵心流に属することを示しているのであり、児灌頂は「慈童説話」の創作と同様の想像力によって生み出されたとみなしている。生身の人間である個々の稚児は老いるが、稚児全体としては常に若く、800歳になっても少年であった慈童と通じるものがあり、松岡心平は慈童とは稚児たちの集合名詞であるとしている。

### 稚児という存在の構造と凄惨な美学
稚児物語のには、煩悩深い僧侶が稚児と恋愛関係になるが、稚児の犠牲死を機縁に真の悟りを得るという物語構造がみられ、これは「少年の肉体の凌辱でしかない僧侶の欲望の正当化」であると言われるが、学習院大学の神田龍身は、それにとどまらず、「正当化どころか、かかる快楽を増進させるための積極的な意味性を孕んでいる。実際、かく意義づけられることにより、稚児愛がヘテロ・セクシュアル（異性愛）の代償であるような薄汚い性ではなく、それ自体を目的化した、スリリングな快楽へと昇華される仕掛になっているのだ。しかも、現実の稚児は時間の浸食作用を受けて醜い大人になっていくだけのことだが、（稚児物語では）夭折によりその肉体が永遠化されることにもなる。」と述べている。これは「稚児自身の全く与り知らぬところでなされる僧侶側からの勝手な幻想にすぎない」のであるが、このような稚児に対する想像力は、僧侶に無残に凌辱され使い捨てられた数多の稚児たちの犠牲を代償に発動していることを指摘している。稚児は神聖かつ無力であり、そして「エロス的身体」とみなされており、稚児を巡って暴力沙汰が起きるのは当然の流れと言え、稚児の周囲での暴力は珍しくなかった。『秋夜長物語』では、山門（延暦寺）と寺門（三井寺）の歴史的対立を下敷きに、山門の僧侶と寺門の稚児の恋を描いており、稚児の梅若の行方不明によって山門・寺門の争いが顕在化し、争いの果てに梅若が属する寺門の壮麗な堂塔は焼き払われ、梅若は自責の念から入水自殺するが、争いで焦土と化した世界を死によって救い「一切の罪を浄化」し世界を救済する「メシアとしての稚児」という幻想が立ち現れている。聖なる存在である稚児は、暴力の連鎖を終わらせるため、太平の世のためのスケープゴートとして自死し、その犠牲は、恋人の僧侶の真の悟りと東山雲居寺の建立として結実する。この稚児の犠牲は『児灌頂私記』でいう、観音としての稚児の「大悲一人代受苦」の実現である。
神田龍身は、稚児物語の代表作『秋夜長物語』（1377年より前に成立）の特徴として、稚児が「受難としての身体」であるという「稚児という存在の構造」を、凄惨にして残虐、悪趣味で禍々しい大伽藍的美学へと高め、昇華していることとみており、稚児文化というものの本質構造を最も際立った形で形象化していると評している。『秋夜長物語』に登場する稚児の梅若には、登場シーンから入水自殺を暗示する溺屍体のイメージが付与されており、神田龍身は、「無残な溺屍体こそが稚児の極まった美しさ」であると述べている。
一方、『秋夜長物語』を前提に成立した『足引（あしびき）』（1436年より前に成立）では、稚児を「受難としてのエロス的身体」という悲惨な客体とする見方はなく、むしろそうした考えへの批判、稚児の身体、気持ちへの配慮が見られ、暴力が注意深く排除されている。僧侶と稚児の思いは通じ、周囲も二人の思いに肯定的だが、最後二人は関係者の立場を慮って本来所属する寺院に戻り、それぞれの人生を全うし極楽往生を遂げる、という物語となっており、稚児という存在の凄惨な美学・幻想が相対化されつつある時代の変化が見て取れる。

### 時代的背景
阿部泰郎によると、稚児発生の史的背景は次のようなものである。
日本の中世は大変革の時代であり、異界との直接的な接触やその希求により宗教改革が行われ、中世宗教の本質は、異界や神仏の世界にじかに触れる「通路性」にあった。中世史家の佐藤弘夫は中世の精神史的特性を「権化（応化）」というキーワードで読み解いているが、権化とは「神仏などの超越的異界存在（彼岸）が生々しい具象性・身体性を伴ってこの世（此岸）に姿を顕すこと」である。長山恵一は、「こうした異界・冥界への＜通路性＞という宗教／文化的文脈の中に稚児信仰・稚児文化・男色は位置づけられる」と述べている。
童子を重んじ、愛し、愛でることは、中世的な文化特性であり、主従関係や長子相続といった父（大人）と子（童子）をめぐる家族社会制度と深く関わるもので、こうした文化特性をただ単に男色と片付けることはできない（こうした文化特性が性的な色彩を帯びると、お小姓や衆道などの男色文化となる。）。長山恵一は、「幼童は異界・彼岸など超越世界への＜通路＞であり、チャンネルを開く装置」であり、「幼童を飾り立て、その美を愛でる心性は異界との接触・通路性が大きな動機」であるとみなしている。

#### イエ制度との関わり
イエ制度は歴史的に、中世に生まれた経済社会的制度である。中世には、各種産業、職業の分業化・専門化が起きており、貨幣経済の隆盛や都市の発展、流通の発達と不可分なものである。イエ制度の誕生は、婚姻形態の変化だけでなく、技術や家職が専門化・高度化したことで、世代を超えて知識・技術を蓄積し、親子間で伝承する必要が生じたことと関係する。
母（女）は父（絶対者・カミ）と性で結びつき、子供とは生殖で結びついており（タマヨリヒメ）、女性にはあの世からこの世に新たな生命（胎児・稚児）をもたらすという生物学的な「通路性」がある。母子の関係が明白であるのに対し、父子の関係は推定に過ぎず、不確かで、「社会的な約束事の中ではじめて成立する文化的な『幻想』」にすぎない。長山恵一は、社会レベルで見ると稚児は、「（社会的・文化的な幻想である父-子的な）主従関係や長子相続、徒弟制といった経済社会的な制度や人間関係、さらには婚姻関係が絡み合い、世代を超えて知や技術、財産が伝承・相続される＜通路性＞の象徴」であると述べている。多くの論者は、男色（衆道）は文化・芸能・宗教や武士社会の主従関係の結びつきの性的表現であり、生物学的な男女の性・母子関係に対し、より文化的と指摘している。

### 幼帝との重なり合い
中世には、政治支配制度が分業・分権化し、天皇が個人ではなく「機関」化し、幼い天皇が誕生したが（院政など）、この幼帝と稚児が重なり合うことが指摘されている。幼帝はある意味、己を天皇にした背後の権力者に奉仕する童子であり、時に稚児が呪具・呪宝の伝承に関わっていたように、幼帝は神器を受継ぐ者として異界と関わり合い、異界との「通路・媒介」として機能する存在であった。
中世の稚児と幼帝は共に、異界・他界・絶対者との「通路・媒介」として機能したと論じられ、それは中世の文化・宗教（呪術）、経済社会制度、国家・法的支配の3つのレベルから見ることができるが、これらを切り離して読み解くことはできない。

### 稚児が登場する文学作品
室町時代に書かれた「お伽草子」には、僧侶と稚児の恋愛や、稚児が観音菩薩の化身として現れる「児物語」「稚児物語」と呼ばれる作品群がある。僧が稚児との性交を通じて悟りを得るという話が多く、稚児は文殊菩薩や観音菩薩の化身として描かれる。僧侶と稚児との恋愛を、宗教的要素を強め、幻想的かつ悲劇的に物語化したもので、稚児は神仏の化身として理想化された美しさが描かれている。中世の流行語「一児二山王」は物語でも用いられており、僧侶の稚児に対する憧憬、敬重を物語っている。稚児物語としては、『秋夜長物語』と『足引（あしびき）』が有名で、二大雄編として知られる。醍醐寺蔵『稚児草紙』（奥書1321年）のようなポルノ作品もあるが、多くの稚児物語はポルノではない。稚児という表象は、稚児物語やその絵巻というメディアを介して、寺院社会を超えて衆生を救済すべく世間に広まっていた。現存する稚児物語の写本の多くは寺院以外に伝来しており、神田龍身は、稚児物語の書写や絵巻制作の協同作業の事例を挙げ、「稚児物語は寺院社会が外の世界との親睦を深めるための平和の使者として、メディア論的に機能していた」としている。
稚児物語の成立には、鎌倉時代までの説話集にある僧侶と弟子の様々な説話や、民間伝承の昔話の「和尚と小僧」型の笑話も関連している。物語において稚児は、幼さゆえの場違いな発言で僧侶の失笑を買う等、笑いの対象になる場合もあった。また稚児を巡る社会風潮を批判するために書かれた『若気嘲弄物語』のような作品もあった。
稚児は、古典、近代、数多くの文学作品に登場し、これらの中でも、神秘的、繊細、優美、典雅、清楚、可憐、脆弱等、少女～妙齢の女性と同様の耽美的描写が行われる場合が多い。「稚児物語」で描かれた稚児は美しい少年であり、その美しさを際立たせる演出として、桜が繰り返し用いられてきた。少年美を際立たせる桜による演出は、現代の少女漫画にまで受け継がれている。
- 今昔物語集（作者不明、平安時代末期）
- 宇治拾遺物語（作者不明、鎌倉時代前期）
- 徒然草（兼好法師、鎌倉時代後期）
- 上野君消息（作者不詳、南北朝時代）：稚児物語
- 秋夜長物語（作者不詳、1377年より前に成立[5]）」稚児物語
- 嵯峨物語（室町時代）：稚児物語[77]
- 幻夢物語（作者不詳、室町時代）：稚児物語。実話に基づくと考えられている[84]。
- 鳥部山物語（室町時代）：稚児物語[84]。
- 足引（1436年より前に成立[5]）：稚児物語[5]。延暦寺の僧と興福寺の稚児との恋愛を描く[85]。
- 松帆浦物語（室町時代）：稚児物語[77]
- 弁慶物語（室町時代）：御伽草子。熊野若一王子の申し子で比叡山の僧に拾われ稚児となった若一（のち弁慶）が、源義経の家来となり、奥州に下るまでを描く[86]（弁慶の出生は不明で史実ではない）
- 青頭巾（上田秋成『雨月物語』の一話。江戸時代後期）：読本
- 桜姫東文章（四代目鶴屋南北ほか、江戸時代後期）：歌舞伎の演目
- 青砥稿花紅彩画（河竹黙阿弥、江戸時代後期）：歌舞伎の演目
- 二人の稚児（谷崎潤一郎、大正7年）：小説
- 稚児（今東光）：昭和48年（1936年）初出の小説。比叡山の叡山文庫の『児灌頂私』収録「弘児聖教秘伝私」を下敷きに、創作した物語に「弘児聖教秘伝私」の書き下し分を随所にちりばめた[51]。物語は、比叡山の美しい稚児の花若丸と高僧の蓮秀法師の恋愛、別の稚児阿字丸が加わっての三角関係、花若丸に対する慶算法印の横恋慕をからめたもの[51]。

### 稚児出身の歴史上の人物
- 源義経：鞍馬寺、牛若丸・遮那王
- 足利直冬：東勝寺の喝食
- 平経正（平清盛の甥）：仁和寺御堂に稚児として寵愛され、琵琶の名器「青山」を下賜され琵琶を学んだ[30]。
- 桃井直詮：比叡山、幸若丸・幸若舞の創始者
- 世阿弥：能役者・能（謡曲）作者。父観阿弥の元で猿楽を学びつつも、東大寺尊勝院の院主経弁の稚児でもあったとも考えられている[87][40]。足利義満の寵愛を受ける。

### 明治天皇の稚児姿
明治維新の際の明治天皇は薄化粧にお歯黒をした女装姿で、松岡心平は「稚児姿」としている。アーネスト・サトウら外交官も、明治天皇の稚児姿を記録していた。松岡心平は、薩摩藩の若衆兵児二才衆と彼らが奉じた女装の美少年「稚児様」（後述）の関係と、明治維新で天皇を奉じた薩摩藩の武士たちと女装の15歳の少年天皇である明治天皇の関係との共通性を指摘している。
また維新政府は、戊辰戦争が終結した1869年時点で、明治天皇をアマテラスと同一視し、天皇は日本国の父であり母、そして全ての人民は天皇の赤子とし、両性具有的イメージでアピールしていた。
明治天皇は明治6年（1873年）3月まで稚児姿であり、それ以降は軍服を着用した大元帥姿となった。

### 日本以外での僧の男色
僧の男色は日本特有ではなく、チベット仏教でも日本の僧と稚児に近い関係があるが、両者の間には経済的な契約関係があり、金の切れ目が縁の切れ目という売買春の関係であった。日本の仏教における稚児は僧への従属が求められ、児灌頂を受けた稚児は聖なる義務・徳として僧との性交が求められており、大幅に異なっている。

## 祭りにおける稚児
（以下、少年・少女には未就学児を含む）

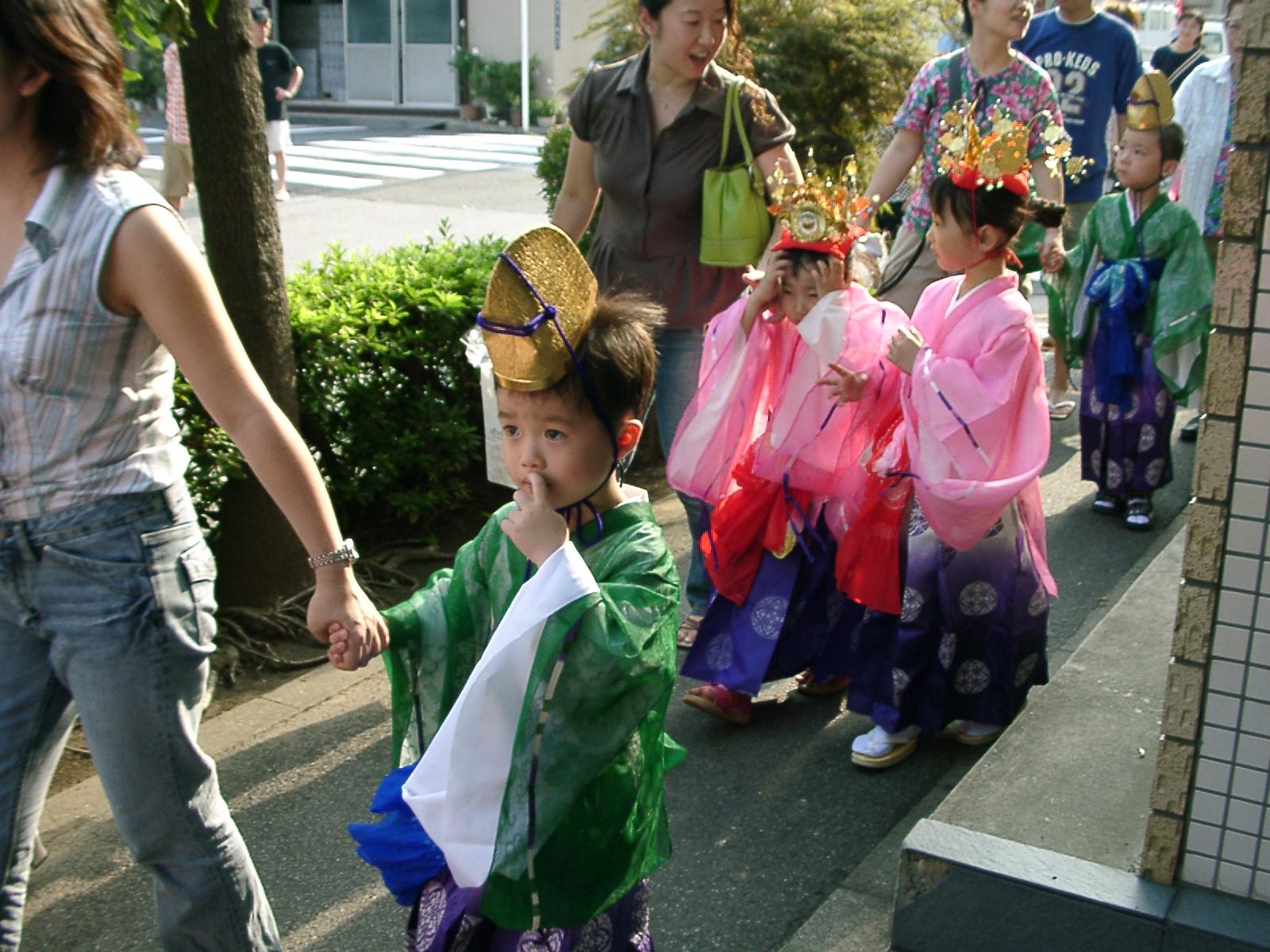
深川神明宮の稚児行列（江東区）

現代においては、祭りの中で、特徴的な化粧（厚化粧の場合が多い）をし、揃いの、または決められた衣装を着た少年少女（概ね小学生以下）が稚児と呼ばれる場合が多い。ただし、稚児と呼ぶかどうかは祭りの主催者によって一定しない場合が多い。

### 服飾・化粧

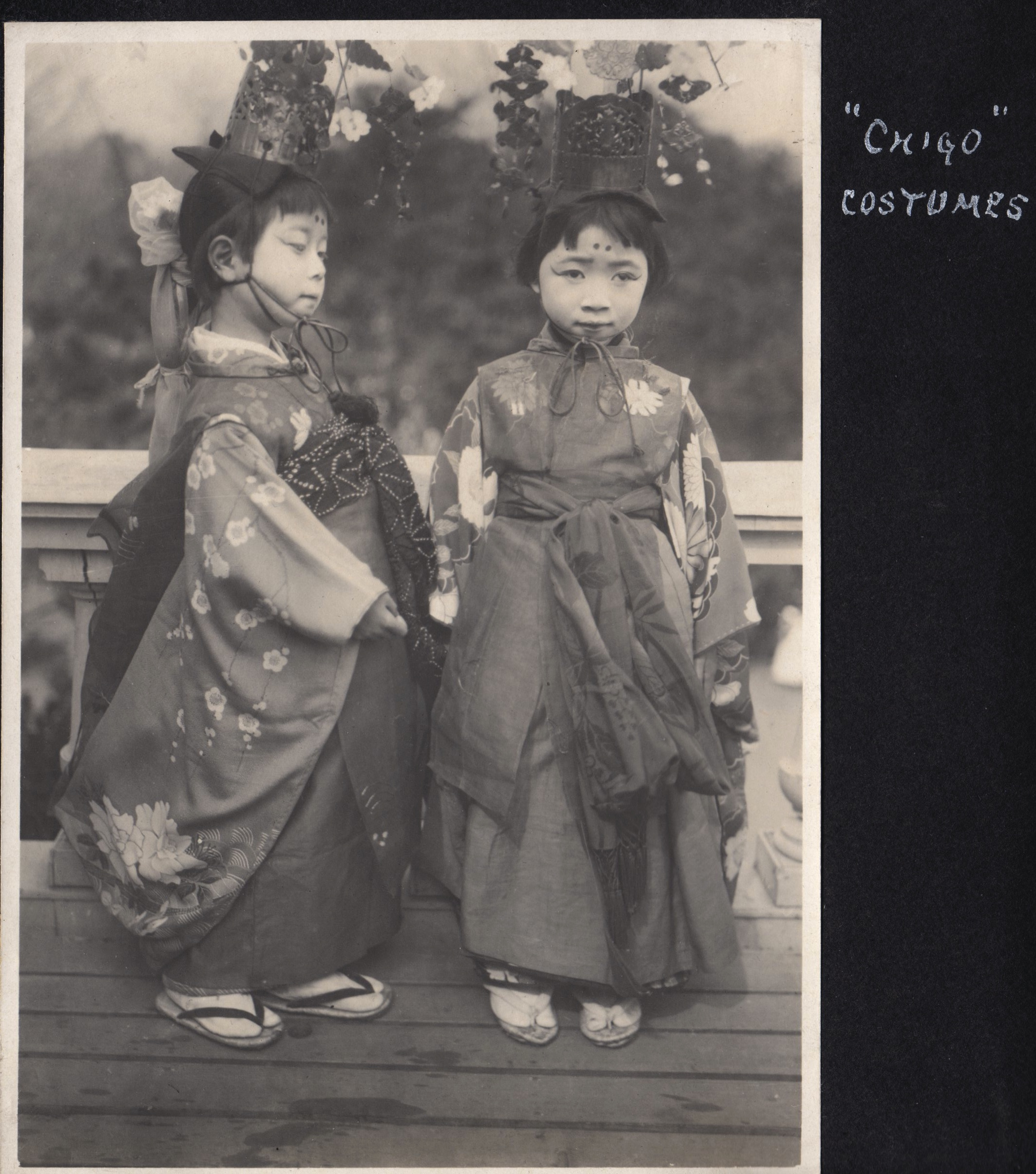
大正時代の稚児（1914年頃）

稚児の衣装は概ね平安装束（神官装束、巫女装束）か、それを大幅に簡略化した稚児装束の場合が多く、また袴は不可欠と考えられる。少年は烏帽子、少女は天冠を被る場合が多い。持ち物としては舞扇、蓮・桜・紅葉・等の造花等が多い。
化粧は、額に「アヤツコ」と呼ばれる、まじないの意味がある模様、または「位星（くらいほし）」と呼ばれる丸を黒、または赤で入れ、鼻筋を白く塗るのが基本であり、これらの化粧・服飾は単なる装飾ではなく、神性・神聖・神秘等の意味合い・意味付けがあり、また通過儀礼の意味があるともされる。現代では化粧は様々である。

### タイプ別の分類
祭りにおける稚児には大きく分けて3つのタイプがある
- よりまし型
- 舞踊・芸能型
- 行列型

よりまし型
古代から童子には神霊が降臨しやすいと考えられたことから、神社の祭りにおいてよりましの役割をもった稚児が登場した。
舞踊・芸能型
神楽、舞楽、延年、田楽、風流等を奉納・上演する少年少女も稚児と呼ばれる場合が多く、稚児舞ともいわれる。巫女神楽の場合に巫女装束となる少女の巫女、太鼓台の「乗り子」も稚児と呼ばれる場合がある。前節の稚児（有髪の少年修行僧）の芸能の流れを汲むものもある。
この他、少年少女の素人歌舞伎を稚児歌舞伎と呼ぶ地方がある。
行列型

### 稚児が出る現代の祭り
※節分、雛祭り、花まつり、お会式、手古舞は各項目を参照
新暦
- 1月
  - 1月4日：豊橋花祭り（愛知県豊橋市）

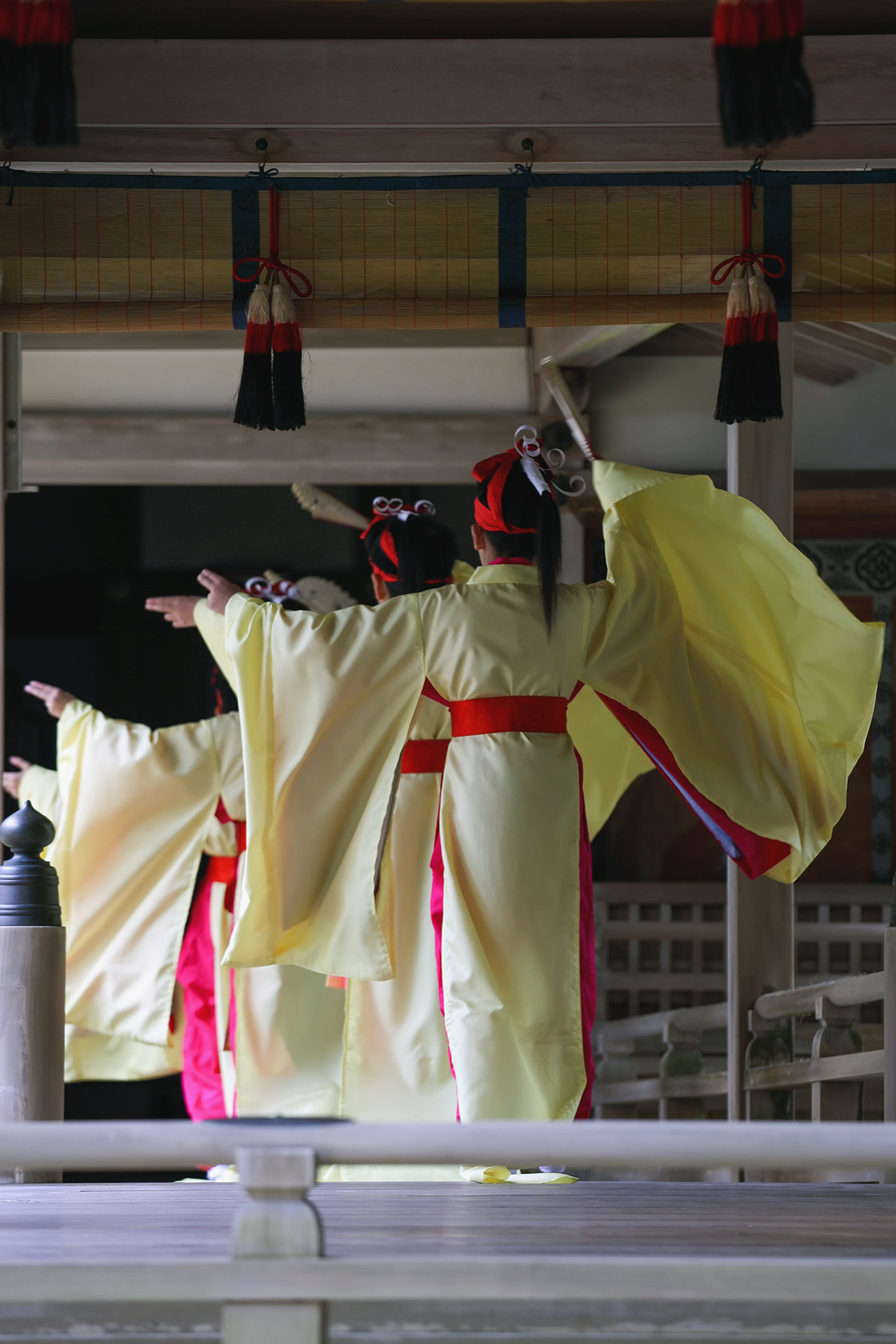
越後一宮彌彦神社の妻戸大神例祭（妃神例祭）に舞殿で奏される、舞楽「大々神楽」の稚児舞「泔珠(かんじゅ、扇の舞)」

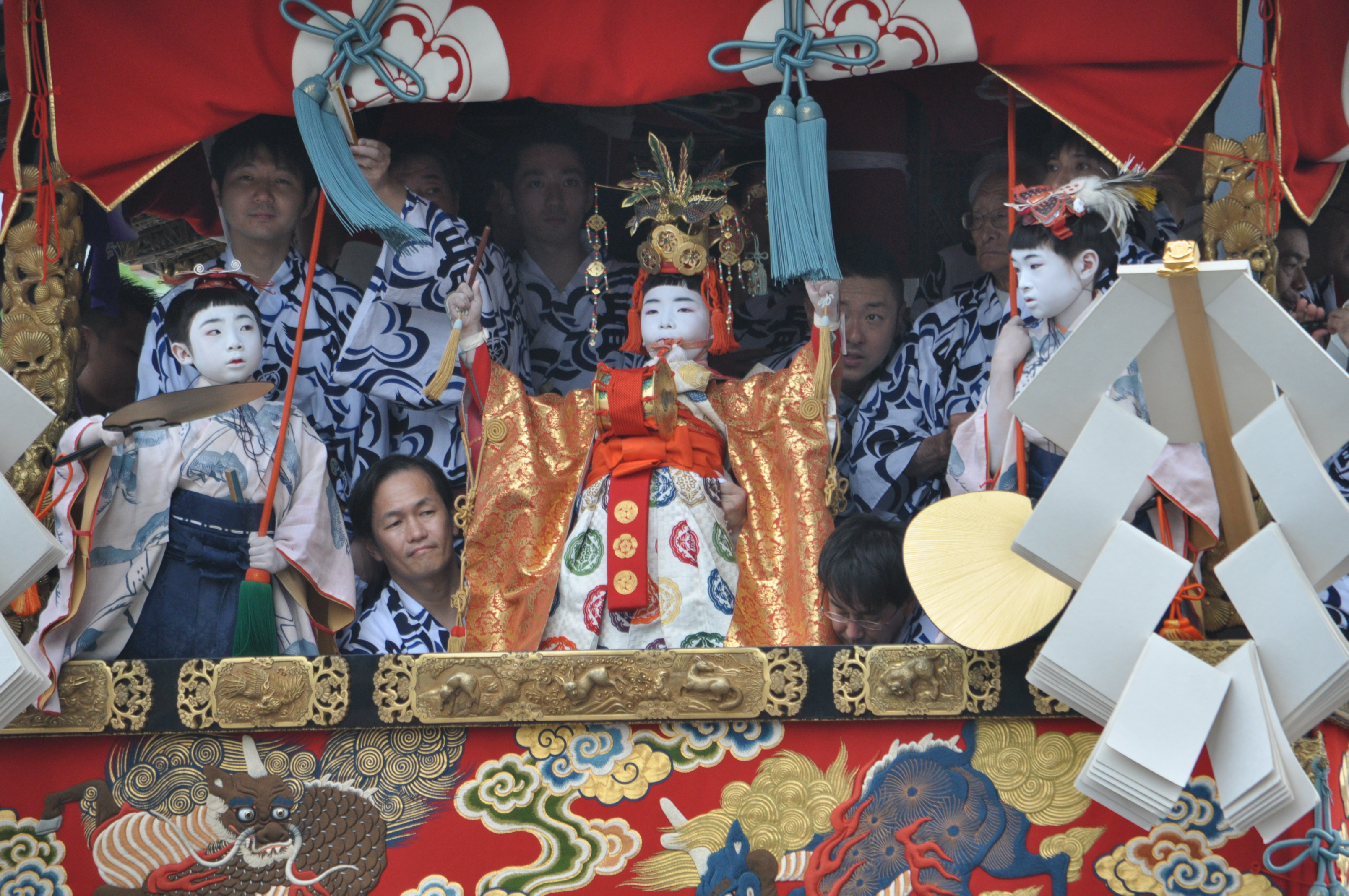
八坂神社の祇園祭での長刀鉾の稚児と禿（京都市）

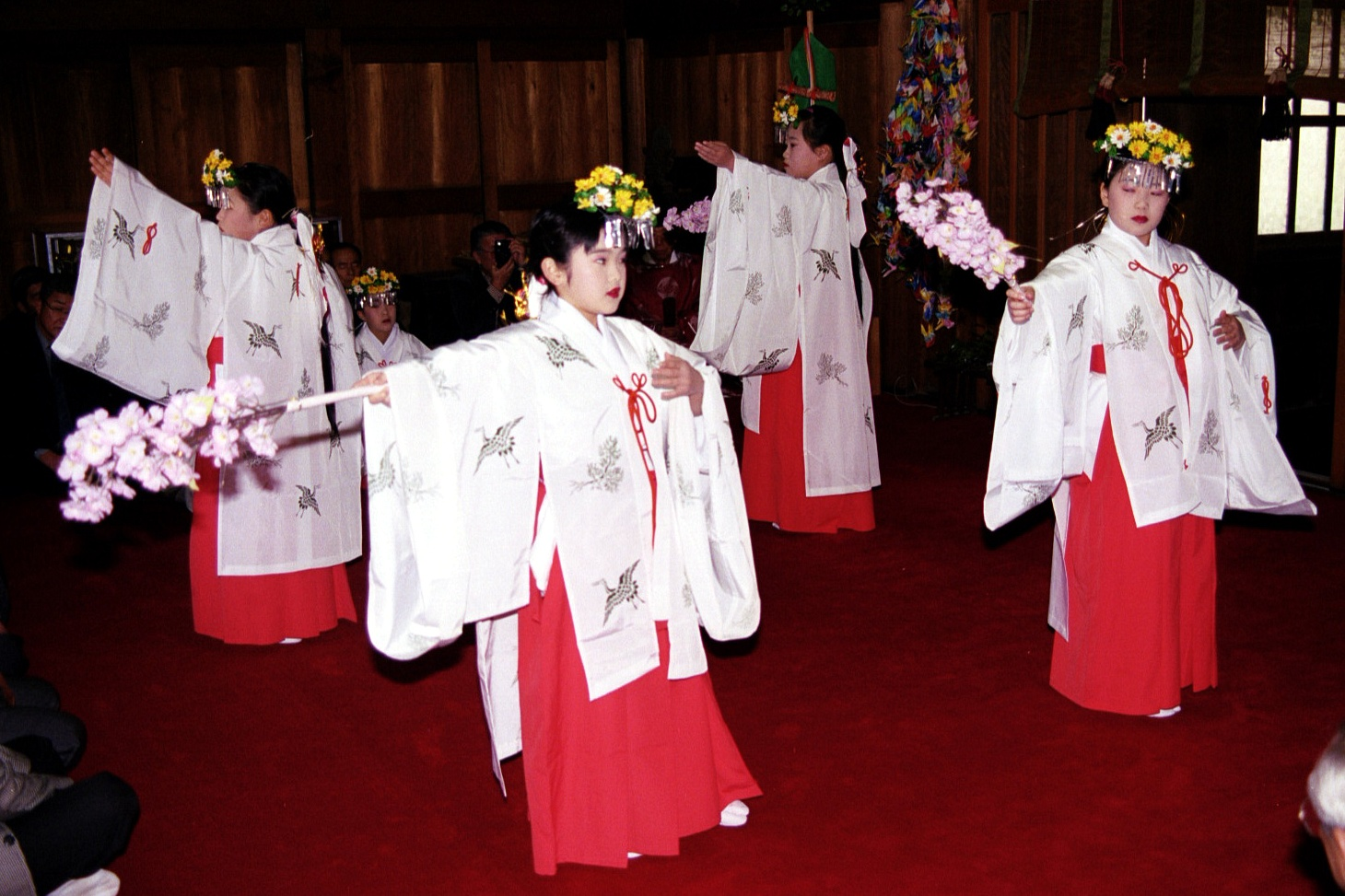
諏訪神社における少女の巫女（富岡市）

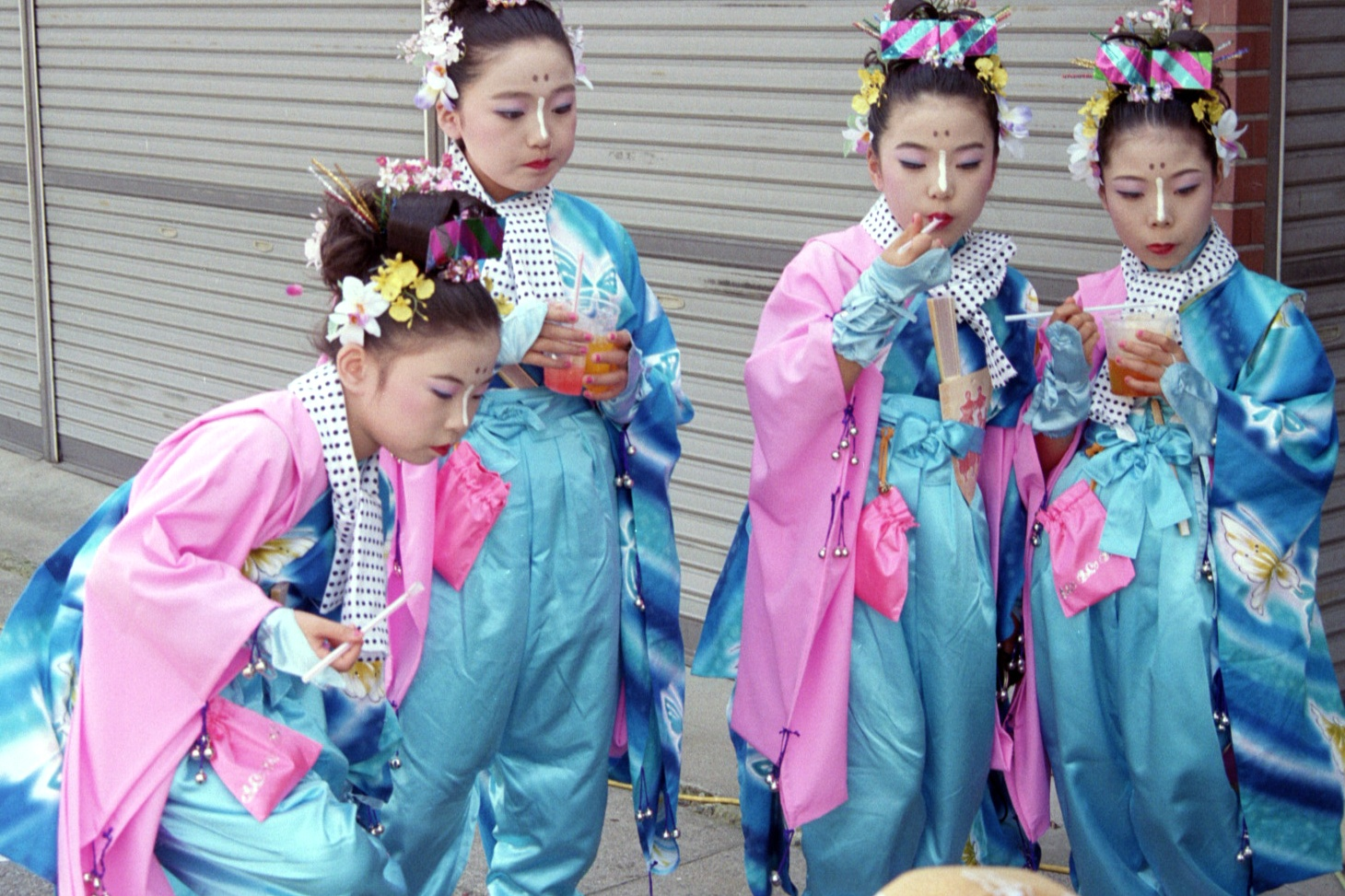
伊勢町祇園祭での手古舞の稚児（中之条町）

  - 1月15日：チャッキラコ（神奈川県三浦市）
  - 1月27日：太玉柱祭（名古屋市中区 愛知県護国神社）
  - 1月28日：初不動（東京都日野市 高幡不動）
- 2月
  - 2月10～11日：鬼祭（愛知県豊橋市 安久美神戸神明社）
  - 2月11日：おひな様始祭（福岡県柳川市）
  - 2月17～20日：えんぶり（青森県八戸市）
  - 2月下旬：かつうらビッグひな祭り（千葉県勝浦市）
- 3月
  - 3月3日：浦佐毘沙門堂裸押合大祭（南魚沼市 普光寺）
  - 3月上旬：石段ひなまつり（渋川市伊香保温泉）
  - 3月上旬：春季例大祭（甘楽町 笹森稲荷神社）
  - 3月上旬：祭頭祭（鹿嶋市 鹿島神宮）
  - 3月上旬：ビッグひな祭り（勝浦町）
  - 3月15日：ねはんまつり（内子町 高昌寺）
  - 3月中旬：江ノ島春祭り（藤沢市）
  - 3月中旬：おひな様水上パレード（福岡県柳川市）
  - 3月25日：河内の春ごと（菜種御供大祭）（藤井寺市 道明寺天満宮）
  - 3月下旬：初午大祭（太田市 冠稲荷神社）
  - 3月下旬：能地春祭り（広島県三原市 常磐神社）
  - 3月最終日曜日：智恵文殊まつり（愛知県豊川市 財賀寺）
- 4月
  - 4月1日：春季例大祭（群馬県安中市 咲前神社）
  - 4月1日：桑名聖天大祭（三重県桑名市 大福田寺）
  - 4月1日：ちゃんちゃん祭り（奈良県天理市 大和神社）
  - 4月3・5日：稚児健康祈願祭（静岡県三島市 三嶋大社）
  - 4月4日：神楽祭（和歌山県富田林市 佐備神社）
  - 4月5日：静岡浅間神社廿日会祭古式稚児行列（静岡県静岡市 ）
  - 4月9日：春季例大祭（高崎市 進雄神社）
  - 4月上旬：鶴舞花まつり（千葉県市原市鶴舞）
  - 4月上旬：春季例大祭（群馬県富岡市 諏訪神社）
  - 4月上旬：五行の舞（小山市 血方神社）
  - 4月上旬：葵祭（太田市 世良田東照宮）
  - 4月10日：天津神社舞楽（新潟県糸魚川市 天津神社）国の重要無形民俗文化財（指定名称は「糸魚川・能生の舞楽」）
  - 4月13～15日：例大祭（和歌山県田辺市 熊野本宮大社）
  - 4月17日：まるまげ祭（富山県氷見市）
  - 4月18日：妻戸大神例祭（新潟県西蒲原郡弥彦村 彌彦神社）国の重要無形民俗文化財（指定名称は「弥彦神社燈篭おしと舞楽」）
  - 4月19日：稚児奉幣神事（和歌山県白浜町 日神社）
  - 4月19日：春季例大祭（高崎市 倉賀野神社）
  - 4月中旬：大岡越前祭（神奈川県茅ヶ崎市）
  - 4月中旬：鎖大師正御影供大祭（神奈川県鎌倉市 青蓮寺）
  - 4月中旬：春季大祭・稚児パレード（東京都八王子市 高尾山薬王院）
  - 4月第3日曜：明日の稚児舞（富山県黒部市 法福寺）国の重要無形民俗文化財（指定名称は「越中の稚児舞」）
  - 4月24日：春季大祭・白山神社舞楽（新潟県糸魚川市 能生白山神社）国の重要無形民俗文化財（指定名称は「糸魚川・能生の舞楽」）
  - 4月25日：孫見祭（山梨県富士河口湖町 河口浅間神社）国の重要無形民俗文化財（指定名称は「河口の稚児の舞」）
  - 4月29日：柳波まつり（沼田市）
  - 4月下旬：花嫁まつり（千葉県市原市 高滝神社）
- 5月
  - 5月3日：先帝祭（山口県下関市 赤間神宮）
  - 5月3～4日：稚児舞（富山県下新川郡朝日町宮崎 鹿嶋神社）朝日町指定無形民俗文化財
  - 5月4～5日：春季大祭（愛知県豊川市 豊川稲荷）
  - 5月5日：流鏑馬祭・流鏑馬連行（静岡県富士宮市浅間大社）
  - 5月上旬：博多どんたく（福岡市博多区）
  - 5月上旬：三船祭（京都市右京区 車折神社）
  - 5月第2日曜日：太閤祭（愛知県名古屋市中村区 豊国神社 (名古屋市)）
  - 5月第2日曜日：きつね稚児（岐阜県羽島郡笠松町 専養寺）
  - 5月15日：葵祭（京都市 下鴨神社、上賀茂神社）
  - 5月18日：御霊祭（京都市上京区 上御霊神社）
  - 5月中旬：神田祭（東京都千代田区 神田明神）（大祭は2年に1度）
  - 5月中旬：今宮祭（京都市上京区 今宮神社）
  - 5月28日：曽我の傘焼き（神奈川県小田原市 城前寺）
  - 5月第4日曜：嵯峨祭（還幸祭）（京都市右京区 野宮神社・愛宕神社）
- 6月
  - 6月14日：住吉の御田植（大阪市住吉区 住吉大社）
  - 6月中旬：山王祭（東京都千代田区 日枝神社）（大祭は2年に1度）
- 7月
  - 7月：熊野神社の稚児舞（南陽市 宮内熊野大社）
  - 7月1～31日：祇園祭（京都市東山区 八坂神社）
  - 7月15日：夏の大祭（千葉市稲毛区 稲毛浅間神社）
  - 7月中旬：山梨祇園祭り（静岡県袋井市）
  - 7月中旬：かごしま夏祭り（鹿児島市）
  - 7月24～25日：田辺祭（和歌山県田辺市鬪雞神社（闘鶏神社））
  - 7月24～25日：天神祭（大阪市北区 大阪天満宮）
  - 7月25日：燈籠神事（新潟県西蒲原郡弥彦村 彌彦神社）国の重要無形民俗文化財（指定名称は「弥彦神社燈篭おしと舞楽」）
  - 7月28日：太々御神楽祭（山梨県富士河口湖町 河口浅間神社）国の重要無形民俗文化財（指定名称は「河口の稚児の舞」）
  - 7月31日：住吉祭（大阪市住吉区 住吉大社）
  - 7月下旬：尾張津島天王祭（愛知県津島市）
- 8月
  - 8月中旬：例大祭（東京都江東区 深川神明宮）（大祭は3年に1度）
  - 8月25日：熊野神社の稚児舞（富山県富山市 熊野神社）国の重要無形民俗文化財（指定名称は「越中の稚児舞」）
- 9月
  - 9月4日：加茂神社の稚児舞（富山県射水市 加茂神社）国の重要無形民俗文化財（指定名称は「越中の稚児舞」）
  - 9月15日未明：石清水祭（八幡市 石清水八幡宮）
  - 9月22～23日：例大祭（京都市上京区 晴明神社）
  - 敬老の日：稚児舞（札幌市手稲区 手稲神社）
  - 9月下旬：斎宮行列（京都市右京区 野宮神社）
- 10月
  - 10月1～5日：ずいき祭（京都市上京区 北野天満宮）
  - 10月13～14日：秋祭り（兵庫県高砂市 曽根天満宮）
  - 10月第2土曜・翌日：二川八幡神社祭典（豊橋市）
  - 10月15日：秋季例大祭（高崎市 山名八幡宮）
  - 10月19日：秋季例大祭（三重県桑名市 桑名八幡立坂神社）
  - 10月中旬：秋祭り（兵庫県高砂市 高砂神社）
  - 10月第3日曜：天門祭（京都市上京区大将軍八神社）
  - 10月22日：時代祭（京都市 平安神宮）
  - 10月下旬：大正時代祭（さいたま市中央区）
- 11月
  - 11月3日：東京時代祭（東京都台東区）
  - 11月3日：稚児舞・立山の舞（富山県中新川郡立山町岩峅寺 雄山神社前立社壇）立山町指定文化財（指定名称は「民俗芸能」）
  - 11月3日：能仁堂まつり（愛知県豊川市）
  - 11月第一日曜日：弁天稚児（愛知県知多郡南知多町 岩屋寺 (愛知県南知多町)
  - 11月上旬：森の祭り（静岡県森町）
  - 11月22～23日：秋季大祭（愛知県豊川市 豊川稲荷）
- 12月
  - 12月第2土曜：東京花祭り（東京都東久留米市）

旧暦
- 6月17日：宮島管絃祭（広島県廿日市市宮島 厳島神社）
- 8月15日前後の土・日曜日：月見祭（大阪府堺市北区 百舌鳥八幡宮）

## その他

### 薩摩藩の稚児
薩摩では、元服前の少年を「稚児」、元服を済ませた青年を「二才（）」と呼び、武士の子弟を「兵児(へこ)」と呼んだ。薩摩藩には、島津貴久が作った外城制（地頭・衆中制）があり、領内の各地に置かれた上級武士（地頭）の下の半農半士の中級下級武士を衆中、のち郷中または方限（）と呼んだ。郷中・方限と呼ばれる近隣グループのなかに数百人単位で作られた青少年の防衛組織を兵児組(へこぐみ)と呼び、こうした環境の中で、年長者が年少者を指導する青少年の自主教育が行われ、これは郷中教育として知られる。兵児二才制度と呼ばれるものは郷中教育の制度であり、島津忠良の時代に端を発する。
薩摩藩各地の年序別階級組織における年齢区分の名称は異なっており、例えば今の鹿児島市に当たる地域では、6歳から10歳頃までを「小稚児（）」、11歳から15歳頃までを「長稚児（）」、15歳から25歳頃の妻帯前までを「兵児二才（）」と呼んで区分していた。薩摩藩の北部国境の守りとして重要だった出水地方では、6・7歳から14歳の8月までの年少者の予備的集団を「兵児山」、制度の中核をなす14歳8ヵ月から20歳8ヵ月までの青少年の集団を「兵児二才」と呼んだ。若衆の集団の上には、20歳8ヵ月から30歳までの成人男性の集団「中老」が存在した。兵児二才制度においてが年齢差が絶対であり、それ以外の属性は無効とされ、厳しい規則のもとで鍛錬が行なわれた。
兵児二才制度には、「婦女子に接することはもとより、口上にのぼす（女性について話す）ことすら絶対に許されない」という厳しい女性忌避があった。福岡大学の星乃治彦は、郷中教育における「女児を産んだら床下に寝せよ」という極端な女性忌避・女性蔑視、 「男女の交際は絶対に禁止で、之は男子の方も亦女子に会することを『不浄身に及ぶ（女の穢れが自身に及ぶ）』として遠避けたから、容易に実行された。兄妹であっても、道端で立話することは厳禁であった。」というセクシュアリティの在り方は、「民族学的には源泉としては、（古代の）隼人、熊襲における稚児信仰にまでさかのぼるかもしれない。」と述べている。年長の兵児二才と年少の兵児山の間ではしばしば同性愛関係が結ばれた。三品彰英は、兵児二才と兵児山の間の同性愛関係について、「男色関係が存在したことはかなり顕著なこと」と認めている。松岡心平は、兵児二才制度は新羅の花郎集団に近いと評しており、性社会・文化史研究者の三橋順子は、薩摩藩には年長の少年が年少の少年を犯す男色文化があったと述べている。
兵児二才衆は、地域の名門出身の11 - 12歳の美少年に振袖を着せて化粧をさせ、「稚児様」、「執持（）稚児」、「トノモチチゴ」と呼んで奉り、守護していた。「稚児様」は藩主の身代わりと見なされ、よって兵児二才衆にとっては藩主への奉仕の訓練として機能した。また中沢新一は、「軍事的男子結社内の同性愛の欲望を『憧憬的恋愛』へと昇華させる役目も果たしていた」と指摘している。三品彰英は、「兵児二才」と「稚児様」の間の同性愛関係については、変態的欲求と見なされており、なかったと推定している。
兵児二才制度は、西南戦争の頃まで機能していたという。

### 明治期の東京の学生の男色文化
明治期の東京の男子学生の間では男色が盛んであり、少女には目もくれず美少年を追い回す不良集団が知られ、学校が数多くあった麹町区（現・千代田区の大部分）や牛込区（現・新宿区東部）の神楽坂周辺で少年が男子学生に性的に襲われる事件がしばしば報道された。こうした東京の男子学生の男色文化の起源については、旧薩摩藩出身の学生が、薩摩藩の青少年の男色文化を東京に持ち込んだとする説が当時から根強く、好ましい年下の少年を「ニセさん」「ヨカチゴ」と薩摩言葉で呼ぶのがその証拠だと言われていた（谷崎潤一郎『幼少時代』1957年）。明治10年代の絵本などでは、西南戦争における西郷隆盛と「鹿児島の塾」の子弟たちとの男色的絆が押し出されていた。また、当時「男色」を嗜好する学生は「硬派」と呼ばれていたが、森鴎外の『ヰタ・セクスアリス』では、硬派は九州人を中心としており、これに山口の人の一部が加わり、それ以外の地方の人は悉く軟派であると説明されている。
こうした男子学生の男色文化は、学校教育の普及によって軍人の養成学校や全国の旧制中学校・旧制高校に広がり、戦前の昭和期まで、上級生が下級生の美少年に目をつけて、口説いたり、寄宿舎のベッドで襲ったりすることがよくあった。『ヰタ・セクスアリス』では、男子学生にとって年長の学生からの性行為は、礼節として耐え、受け入れるもので、当時の男子学生にとって「嘗めなければならない辛酸の一つであった」とされ、当時の男子学生にとって男色文化が一般化していたことがわかる。日本近代の学生文化には男色文化が濃密に存在したが、戦後に同性愛嫌悪の風潮が強まったため、当時を知る者は口をつぐみ、現在ではほとんど知られていない。
学生文化としての男色文化は、戦後の中学・高校の男女共学化で衰退したが、私立の男子高や、北関東・南東北の県立男子エリート高などでは、男色文化の気風が引き続き見られた。